# Екипажът на „Надежда“
„Екипажът на „Надежда“ е български игрален филм (драма) от 1956 година на режисьора Кирил Илинчев, по сценарий на Димитър Добревски и Веселин Ханчев. Оператори са Константин Янакиев и Трендафил Захариев. Музиката във филма е композирана от Георги Тутев.
В основата на сюжета е раздутия с пропагандна цел инцидент от 15 декември 1918 година, при който се стига до сблъсък между членовете на екипажа на изолирания в Севастопол български крайцер „Надежда“.

## Актьорски състав
- Никола Маринов – Боян Милев
- Веселин Маринов – Павел Станоев
- Христян Русинов – Васил Черната
- Стефан Гъдуларов – Андро Сандев
- Досьо Досев – Жельо
- Сашка Игнатиева – Валентина
- Андрей Чапразов – Капитан Петров
- Стефан Петров – Старши моряк, Фердинанд
- Иван Обретенов – Вельо
- Георги Сарафов – Дундаров
- Кирил Янев – Мичман Наков
- Никола Дадов – Асен
- Стефан Караламбов – Антон Иванов
- Борислав Иванов – Спиро
- Пенчо Петров – Капитан Бреди
- Рангел Вълчанов – Моряк